# Scardamia eucampta
Scardamia eucampta là một loài bướm đêm trong họ Geometridae.